# Leida
Leida là một chi bướm đêm thuộc họ Erebidae.